# Довгей, Мария Прокофьевна
Мария Прокофьевна Довгей (1934 года, Волока — 2004 года, там же) — колхозница, Герой Социалистического Труда (1958).

## Биография
Родилась в 1934 года в крестьянской семье в деревне Волока цинута Сучава, Королевство Румыния (сегодня — в Черновицкой области, Украина). После окончания школы в родном селе вступила в 1949 году в колхоз. Первое время работала рядовой колхозницей, позднее была назначена звеньевой свекловодческого звена.
В 1957 году свекловодческое звено под руководством Марии Довгей собрало по 598 центнеров сахарной свеклы с каждого гектара. За этот доблестный труд она была удостоена в 1958 году звания Героя Социалистического Труда.
Избиралась депутатом Черновицкого областного совета народных депутатов.
Скончалась в 2004 года в родной деревне Волока.

## Награды
- Герой Социалистического Труда — указом Президиума Верховного Совета СССР от 26 февраля 1958 года;
- Орден Ленина (1958);